# Dion Beukeboom
Dion Beukeboom (Ámsterdam, 2 de febrero de 1989) es un deportista neerlandés que compitió en ciclismo en las modalidades de pista, especialista en las pruebas de persecución, y ruta.
Ganó tres medallas de bronce en el Campeonato Europeo de Ciclismo en Pista entre los años 2013 y 2016.
En septiembre de 2019 anunció su retirada como ciclista profesional.

## Medallero internacional
| Campeonato Europeo | Campeonato Europeo       | Campeonato Europeo | Campeonato Europeo      |
| Año                | Lugar                    | Medalla            | Competición             |
| ------------------ | ------------------------ | ------------------ | ----------------------- |
| 2013               | Apeldoorn (Países Bajos) | Medalla de bronce  | Persecución por equipos |
| 2015               | Grenchen (Suiza)         | Medalla de bronce  | Persecución individual  |
| 2016               | Saint-Quentin (Francia)  | Medalla de bronce  | Persecución individual  |

## Palmarés
2012
- 1 etapa del Tour de Normandía

2015
- 1 etapa del Tour de Olympia